# Арианда, Нина
Нина Арианда Матийцьо (англ. Nina Arianda Matijcio, 18 сентября 1984) — американская актриса, лауреат премии «Тони» в 2012 году.

## Жизнь и карьера
Нина Арианда родилась на Манхэттене, Нью-Йорк в семье украинских эмигрантов Петра и Олеси Матийцьо. В 2009 году она окончила со степенью магистра Нью-Йоркский университет и в апреле 2011 года дебютировала на Бродвейской сцене в главной роли в пьесе «Рожденная вчера» с Джеймсом Белуши и Робертом Шоном Леонардом. За свою роль она получила хорошие отзывы от критиков и была номинирована на премии «Тони», «Драма Деск», Drama League, а также выиграла Outer Critics Circle Award. Ранее она выступала в офф-бродвейской постановке «Венера в мехах», которая принесла ей Theatre World Award и Clarence Derwent Awards в 2010 году.
В 2012 году Арианда выиграла премию «Тони» за лучшую женскую роль в пьесе за выступление в Бродвейской версии пьесы «Венера в мехах».
Кроме работы в театре, Нина Арианда появилась в нескольких фильмах, среди которых «Побеждай!» (2011), «Небо и земля» (2011), «Полночь в Париже» (2011) и «Как украсть небоскрёб» (2011). Было объявлено, что Арианда сыграет роль Дженис Джоплин в биографическом фильме «Дженис».

## Награды и номинации
- «Тони»
  - 2011 — Премия «Тони» за лучшую женскую роль в пьесе — «Рожденная вчера» (номинация)
  - 2012 — Премия «Тони» за лучшую женскую роль в пьесе — «Венера в мехах»

«Драма Деск»
  - 2011 — Премия «Драма Деск» за лучшую женскую роль в пьесе — «Рожденная вчера» (номинация)